# Deimanivka, Sribne
Deimanivka (în ucraineană Дейманівка) este un sat în comuna Hurbînți din raionul Sribne, regiunea Cernihiv, Ucraina.

## Demografie
Componența lingvistică a localității Deimanivka
     Ucraineană (99,09%)
     Alte limbi (0,92%)
Conform recensământului din 2001, majoritatea populației localității Deimanivka era vorbitoare de ucraineană (99,09%), existând în minoritate și vorbitori de alte limbi.